# Louis Tuerlinckx
Louis Tuerlinckx, né à Malines, le 31 décembre 1819 et mort à Ixelles le 21 mars 1894, est un peintre et un lithographe belge, connu pour ses portraits et ses représentations animalières.
Au Salon de Bruxelles de 1866, il obtient une médaille d'or. De 1882 à 1894, il est professeur à l'Académie royale des beaux-arts de Bruxelles.

## Biographie

### Famille
Louis (Louis Benoît Antoine) Tuerlinckx, né section Leegheil à Malines le 31 décembre 1819, est le fils de Jean Arnold Antoine Tuerlinckx (1753-1827), facteur d'instruments et luthier renommé, et de sa seconde épouse Marie Catherine Clavers (1777-1822), mariés à Malines le 22 octobre 1809. Son demi-frère Corneille Tuerlinckx (1783-1855) est également luthier, tandis que son frère Joseph Tuerlinckx (d) (1809-1873) est sculpteur,.

### Formation
Louis Tuerlinckx est l'élève du peintre Joseph Laurent Dyckmans, à l'Académie royale des beaux-arts d'Anvers, puis, il se perfectionne à Paris auprès de Paul Delaroche.

### Carrière
Louis Tuerlinckx commence à lithographier en 1838. Il participe, pour la première fois à un salon triennal belge, en envoyant un portrait au Salon d'Anvers de 1843. Il obtient une médaille de vermeil au Salon de Bruxelles de 1848 pour Les Affections d'une vieille fille. Une médaille d'or lui est décernée au Salon de Bruxelles de 1866 pour les trois portraits qu'il a envoyés.
Issu d'une famille de luthiers, Louis Tuerlinckx cultive lui-même l'art musical et dirige, notamment, de 1846 à 1849, la Société de chœurs de l'Académie d'Anvers. Il s'établit à Bruxelles vers 1852. Collectionneur averti, il possède des instruments confectionnés par son père et son aïeul, qu'il lègue, de même que d'autres pièces, au Conservatoire royal de Bruxelles. De 1882 à 1894, Louis Tuerlinckx enseigne l'anatomie appliquée à l'Académie royale des beaux-arts et à l'École des arts décoratifs de Bruxelles.
Louis Tuerlinckx meurt, à l'âge de 74 ans, rue Godecharle no 30 à Ixelles, le 21 mars 1894.

## Œuvre

### Galerie

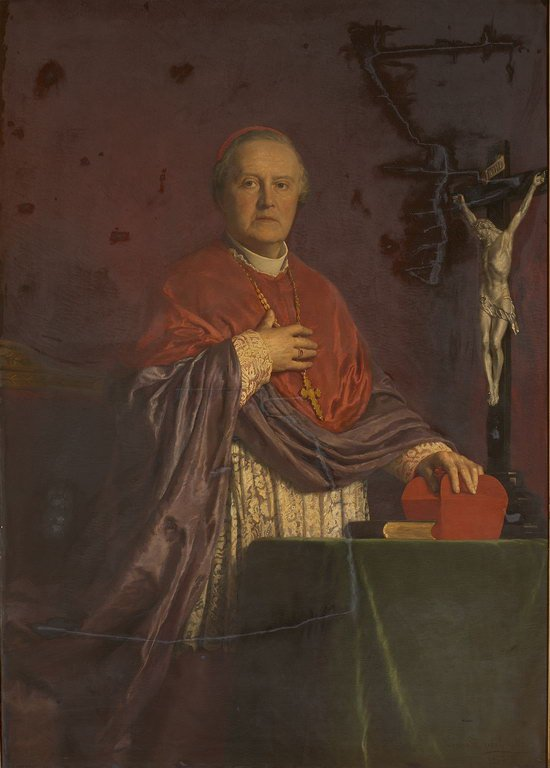
Portrait de Mgr Dechamps, primat de Belgique.
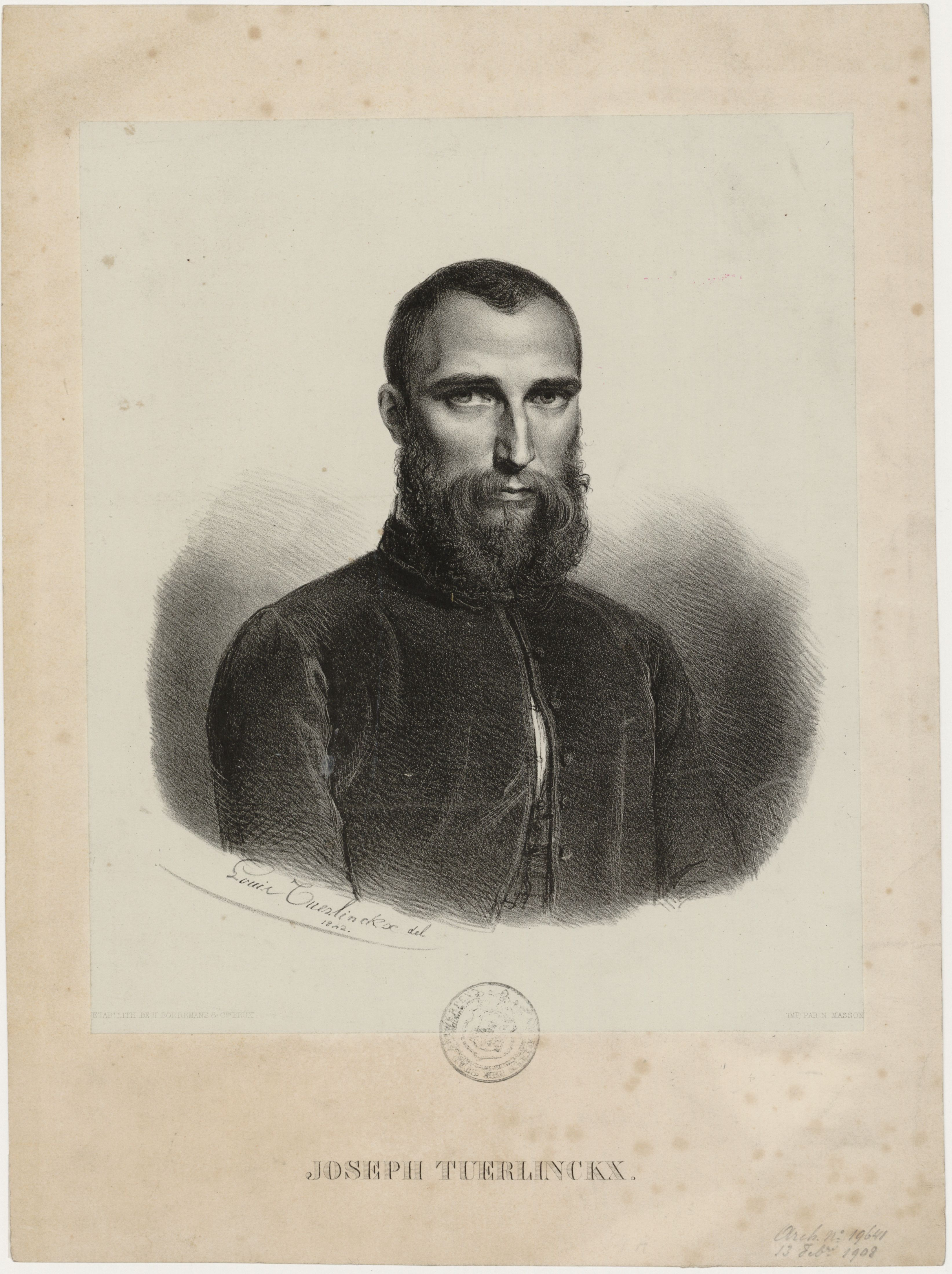
Joseph Tuerlinck, sculpteur (1842).
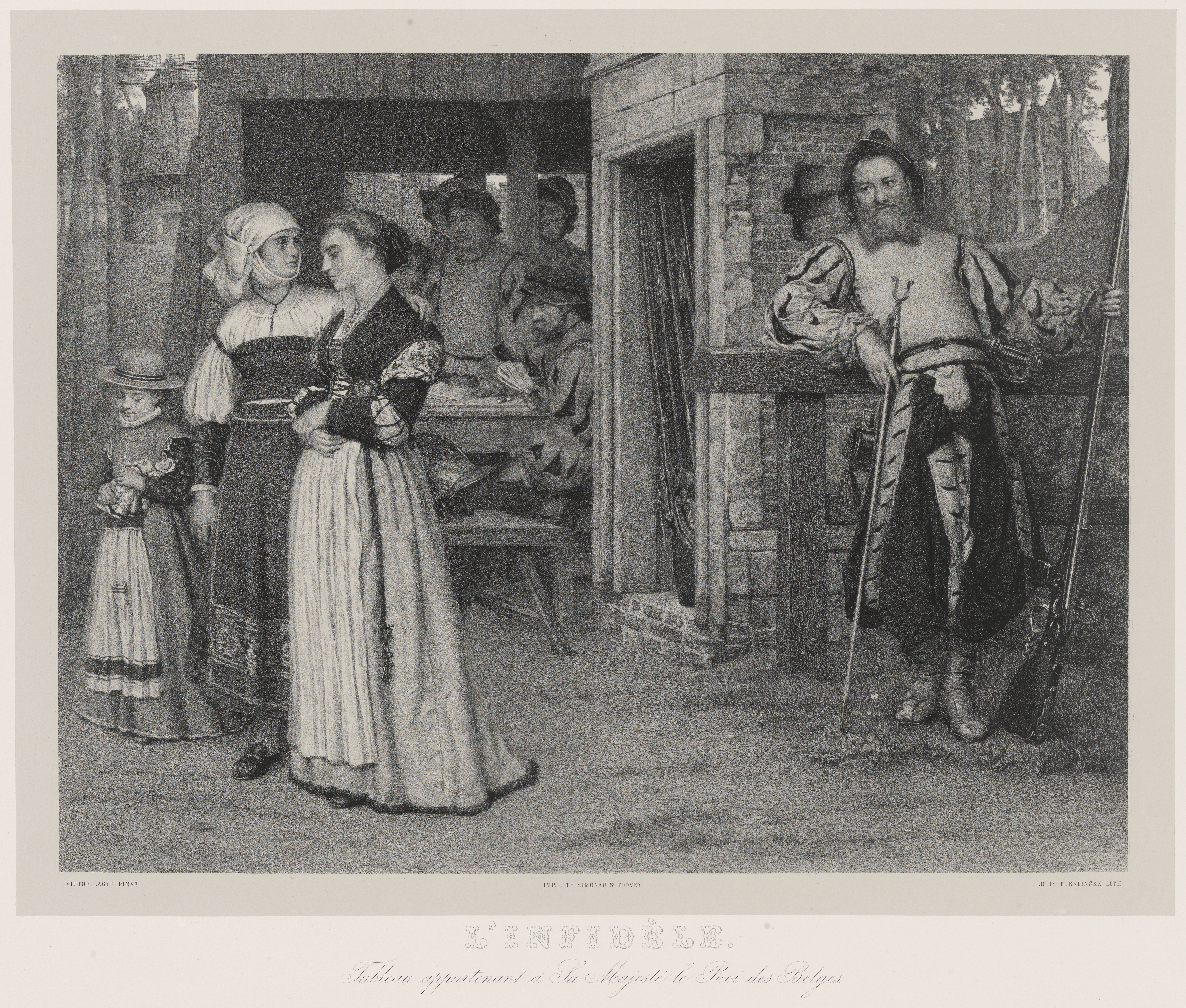
L'Infidèle.
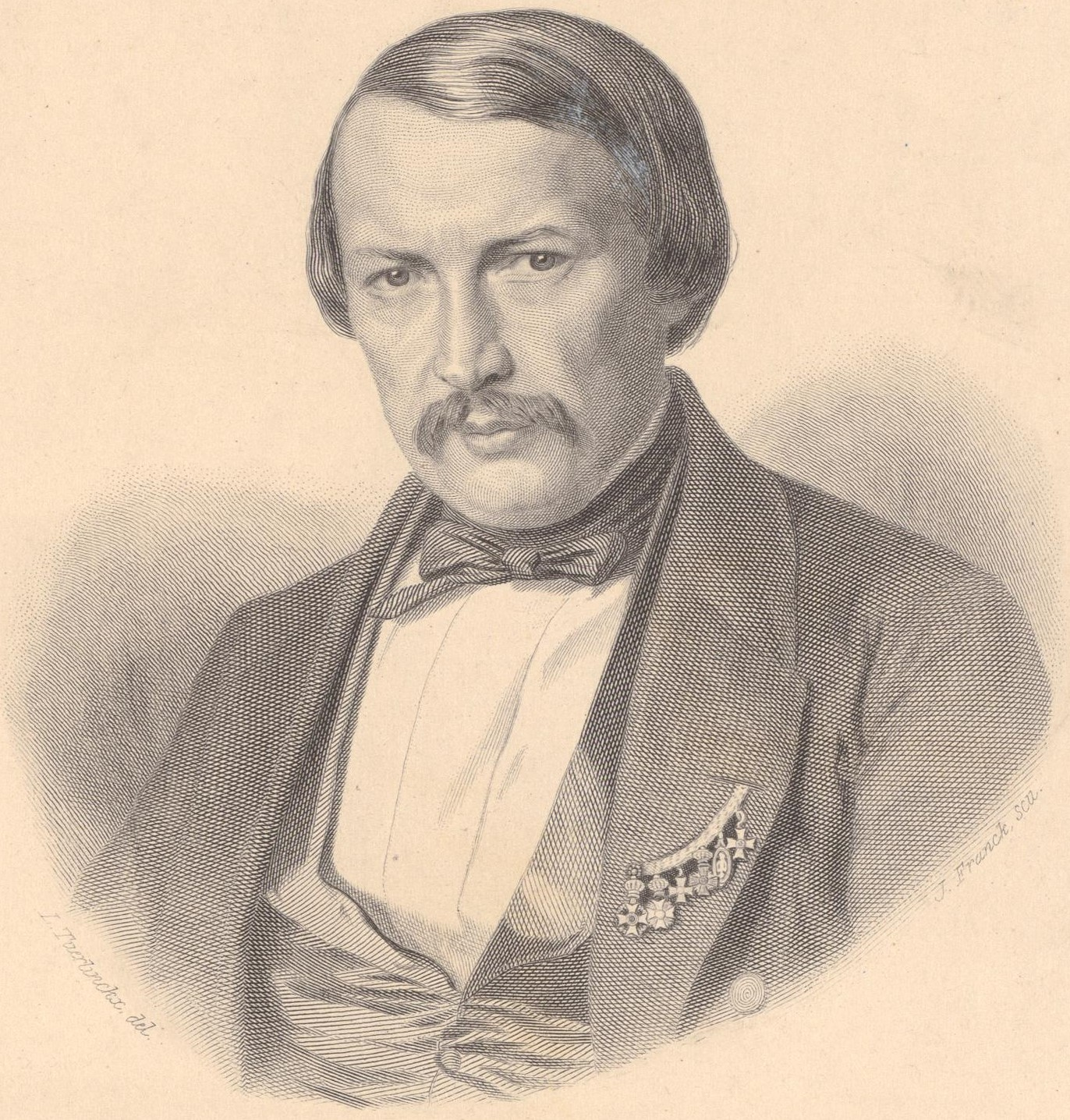
Hendrik Conscience.
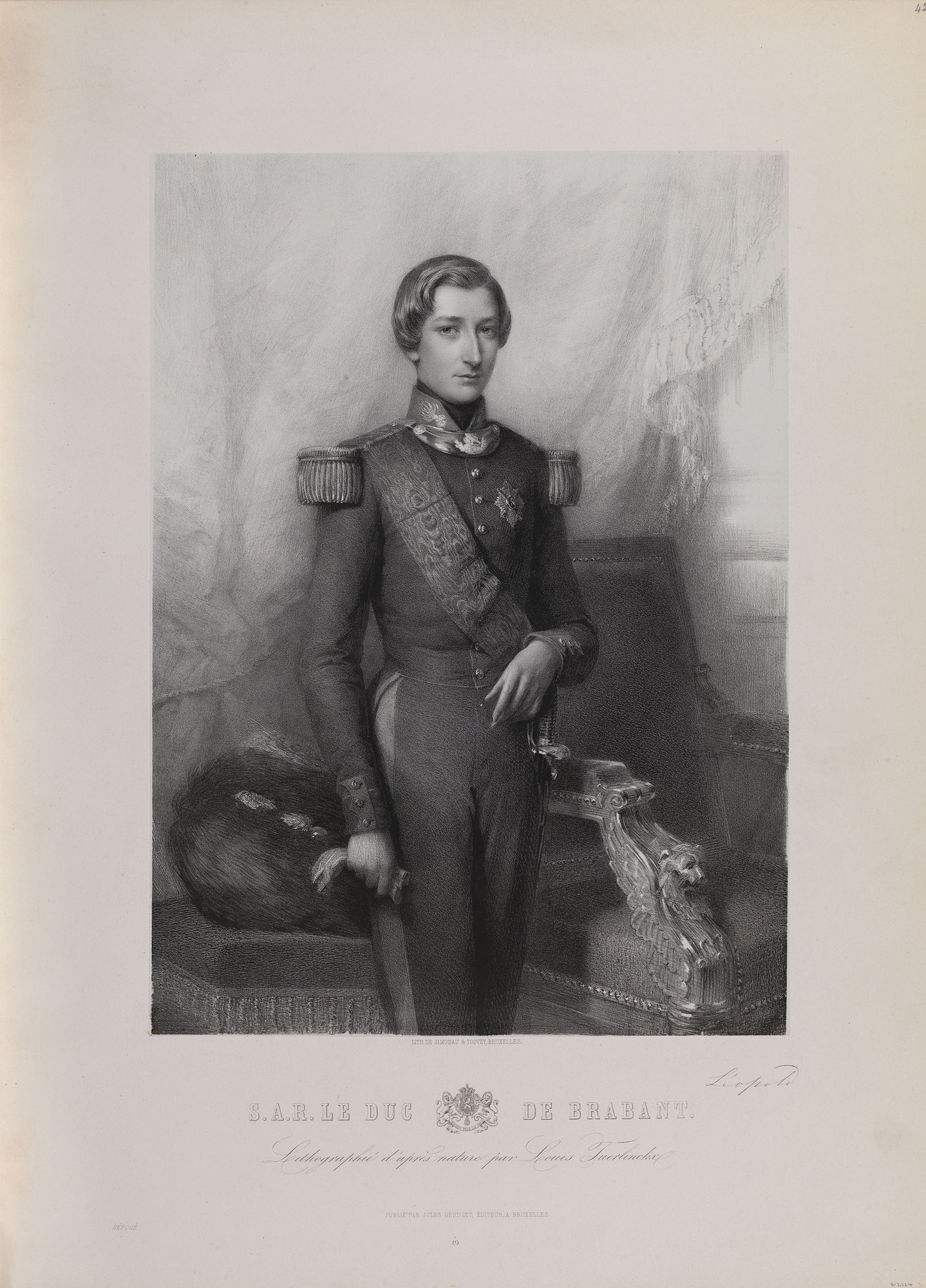
Le Duc de Brabant, futur Léopold II (1853).

### Caractéristiques
Peintre et lithographe, son champ pictural couvre essentiellement les portraits et les représentations animalières.
Sa valeur en tant que portraitiste est reconnue grâce à ses peintures et ses lithographies qui représentent les traits de dignitaires ecclésiastiques, de professeurs d'université, de membres de la famille royale belge et d'autres notabilités. Son portrait peint de Victor-Auguste Dechamps, primat de Belgique est le plus connu. Ses portraits lithographiés, plus nombreux, représentent, notamment, Hendrik Conscience, Engelbert Sterckx (primat de Belgique), Constant Pieraerts, recteur de l'Université de Louvain, ses frères Corneille et Joseph Tuerlinckx, de même que les figures du passé du botaniste Rembert Dodoens ou de Rubens.
Au Salon de Bruxelles de 1848, le critique Louis Van Roy note que le portrait exposé se distingue par sa ressemblance et un faire assez large. Il y a, ajoute-t-il, de fort jolies parties dans Les Affections d'une vieille fille. Le biographe Adolphe Siret considère cette œuvre comme un tableau coquet, bien brossé et naïvement senti qui fait honneur au peintre.
Louis Tuerlinckx commence à lithographier en 1838. Plus tard, il expose ses gravures aux salons triennaux belges : le duc de Brabant, à la demande de ce dernier, au Salon de Bruxelles de 1854, puis ses portraits lithographiés du couple princier belge au Salon de Bruxelles de 1857.

### Expositions

#### Belgique
- Salon d'Anvers de 1843 : Sainte Philomène, d'après la statue de Joseph Geefs, un portrait (peinture), un portrait et un portrait d'enfant (croquis)[9].
- Salon de Bruxelles de 1848 : Les Affections d'une vieille fille (médaille de vermeil)[10].
- Salon d'Anvers de 1849 : Les Affections d'une vieille fille et quatre portraits, dont deux lithographies[11].
- Salon de Bruxelles de 1854 : Lithographie du duc de Brabant, deux portraits et quatre lithographies[12].
- Salon de Bruxelles de 1857 : Portrait du duc de Brabant, Portrait de la duchesse de Brabant, un portrait et un cadre renfermant quatre lithographies[8].
- Salon de Bruxelles de 1863 : Le Berceau (peinture) et deux portraits[13].
- Salon de Bruxelles de 1866 : trois portraits et deux lithographies (médaille d'or)[14].
- Salon de Bruxelles de 1872 : deux portraits[15].
- Salon d'Anvers de 1873 : trois portraits[16].
- Salon de Bruxelles de 1875 : portrait (dessin) et un cadre contenant des portraits lithographiés[17].

#### France
- Salon de Paris de 1853 : Portrait (lithographie)[18].
- Salon de Paris de 1861 : deux peintures : Le Berceau et Portrait de M.V.[18].
- Salon de Paris de 1863 : trois portraits peints[18].
- Salon de Paris de 1866 : deux lithographies : Portrait de Mgr Dupanloup, évêque d’Orléans et Portrait de M. L. Henry, professeur à l’université de Louvain[18].
- Salon de Paris de 1870 : deux portraits (dessins) et deux portraits (lithographies)[18].

### Collections muséales
- Musée royal des Beaux-Arts d'Anvers, L'Infidèle (s.d.), encre sur papier, format 62 × 87cm, inventaire no 1823/35[19].
- Riksmuseum Amsterdam : onze gravures.

## Honneurs
- Chevalier de l'ordre de Léopold (9 novembre 1869)[20].
- Chevalier de l'ordre de Saint-Grégoire-le-Grand (Saint-Siège, 1872)[2].